# Patricio Cisternas
Patricio Alberto Cisternas Martinez, född 25 april 1969, är en svensk tidigare fotbollsspelare.
Efter åtta säsonger i Assyriska värvades han till Djurgårdens IF 1998 men lämnade föreningen två år senare.

## Statistik
| Klubb          | Säsong | Serie            | Ma | Mål |
| -------------- | ------ | ---------------- | -- | --- |
| Djurgårdens IF | 1998   | Division 1 Norra | 24 | 0   |
| Djurgårdens IF | 1999   | Allsvenskan      | 14 | 0   |
| Djurgårdens IF | Totalt | Totalt           | 38 | 0   |